# Tiempo de Rock
Tiempo de Rock fue una banda de rock progresivo formada en 1973, en Montevideo,Uruguay. Su período más creativo se extiende entre los años 1974 y 1975.
Su corta existencia no impidió que produjeran algunos de los temas musicales que más impactaron e influenciaron al rock uruguayo.

## Historia

### Moby Dick
Quien, en realidad, reúne a la banda es Jesús Figueroa, cantante de Opus Alfa que, a esa altura, se había separado.
Jesús estaba componiendo los temas que harían parte de su primer álbum solo, junto con Saúl, mientras buscaba músicos para respaldarlo en el proyecto.
En determinado momento trabó conocimiento con los músicos de una banda que tocaba temas de Led Zeppelin, compuesta por Artigas, Raúl y Alberto; prontamente Jesús y Saúl se integraron a la banda.
Poco tiempo después Jesús se retira de la banda para avanzar en su proyecto solo y Alberto es sustituido por Alfredo Pinto en batería, comienzan a trabajar en sus propias composiciones y pasan a llamarse Moby Dick.

### Nace Tiempo de Rock
En uno de los espectáculos de que participan, los escucha Alfonso López Domínguez, representante de algunos de los más famosos grupos musicales de la época, que los convida para hacer parte de su cartera.
Alfonso los incluye en uno de los espectáculos más importantes de la historia del rock uruguayo, en el Teatro Peñarol, junto a las ya consagradas Psiglo, Las Sandías y los argentinos Billy Bond y La Pesada del Rock and Roll.
La banda pasa por algunas transformaciones: Alfredo Pinto deja lugar a Daniel Crapuchet, uno de los más furiosos e impactantes bateristas de ese período y ahora se llaman Tiempo de Rock.

### "Sueños (Megalomanías)", el disco
Llega 1974 y los cuatro integrantes de la banda están prontos para grabar su primer - y que, a la postre, sería su único - disco sencillo.
El sello discográfico Macondo se interesa y junto con la grabadora Sondor firman un contrato para la grabación de dos temas: Al Sol, de Garber, Silvestro y Yafé y Sueños (Megalomanías) de Garber. La intermediación y asesoría es de Hemisferio S.R.L. e Intershow Uruguaya de Alfonso López Domínguez. El productor discográfico es Atilio Pérez da Cunha, el conocido Macunaima.
Los registros son realizados en los días 22, 24 y 25 de noviembre en el estudio B de Sondor, con los antiguos grabadores de dos pistas, bajo la dirección del ingeniero de sonido Henry Jasa, insumiendo un total de 13 horas y 15 minutos.
A pesar de las restricciones técnicas que impone el estudio, completamente obsoleto en relación con lo que ya se encuentra disponible en el ámbito discográfico - destáquese que en Argentina, por ejemplo, los estudios ya contaban con mesas de 16 pistas y el propio estudio Sondor estaba terminando de construir su estudio A con 8 pistas - el resultado es óptimo y el grupo consigue transmitir la energía y vigor que ostenta en sus presentaciones en vivo.
El día 26 de diciembre realizan el “5° Concierto para la Crítica” en el Teatro El Galpón, celebrando el lanzamiento de su disco.

Con las localidades completas y ya sin entradas disponibles, las puertas del teatro son cerradas. Una multitud se aglomera en la parte exterior donde son colocados altavoces para que aquellos que no pudieron entrar acompañen los temas del espectáculo.
“El 26 de diciembre próximo pasado, más de un millar de jóvenes... se resistían a abandonar la sala del teatro “El Galpón” (una de las principales salas teatrales del Uruguay) cuando ya había finalizado el recital.

El fervor del público, que los victoreaba (un fenómeno que hacía mucho no se daba) impulsó a los músicos a volver otra vez para cerrar el recital, ya definitivamente, en medio del delirio general.”

### Termina Tiempo de Rock
Sigue un período de intenso trabajo, tocando por todos los rincones de la capital e interior.
Pero son tiempos difíciles, en plena dictadura militar, pelo largo y la actitud desafiadora en letra y música del grupo, no son características bien recibidas por las autoridades.
Y no apenas para ellos, todo lo que tiene que ver con rock es perseguido, ómnibus esperan a la salida de los toques, conciertos o recitales, para llevar al público a las comisarías donde son fichados y, muchas veces, presos por horas o días. Muchas casas que presentan el estilo musical cierran sus puertas.
De cualquier forma, impulsados por el suceso del sencillo, los representantes del grupo comienzan a hacer los contactos para la grabación del larga duración que se llamaría Casapueblo y tendría la portada diseñada por el artista plástico Carlos Paez Vilaró.
Pero los acontecimientos no ayudan.
Desgastado por la situación y el trabajo extenuante, Saúl decide abandonar el grupo, sugiriendo para su lugar un cantante que apenas comenzaba a aparecer en el escenario montevideano: Heber Piriz.
Los miembros restantes lo contactan y Heber pasa a hacer parte del grupo.
Hay algunos recitales memorables, pero ya no hay Tiempo de Rock en Uruguay y la banda termina ya antes de finalizar el año.

## Integrantes
La formación inicial era con Artigas Silvestro en bajo, Daniel Crapuchet en batería, Raúl Yaffé en guitarra y Saúl Garber en guitarra y voz.
Con la salida de Crapuchet, José Luis Pérez asumió los parches durante un corto período siendo en seguida substituido por Alejandro Langelotti que se mantuvo en la banda hasta su final.